# Lolo-birmanische Sprachen
Die lolo-birmanischen Sprachen (auch Birmanisch-Lolo oder Yipho-Birmanisch) bilden die sprecherreichste Untergruppe der tibetobirmanischen Sprachen, eines Primärzweiges des Sinotibetischen. Die 40 Sprachen werden von 42 Millionen Menschen hauptsächlich in Birma, Süd-China, Laos und Vietnam gesprochen. Lolo-Birmanisch ist eine von allen Fachleuten anerkannte genetische Einheit. Es besteht aus den Zweigen Lolo-Sprachen und birmanische Sprachen. Die bedeutendsten Einzelsprachen sind Birmanisch (32 Millionen Sprecher), Yi (über 4 Mio.) und Arakanesisch (2 Mio.).

## Klassifikation und Untereinheiten
- Sinotibetisch
  - Tibetobirmanisch
    - Lolo-Birmanisch
      - Lolo-Sprachen (7 Mio. Sprecher)
      - Birmanische Sprachen (35 Mio. Sprecher)
      - Mondzische Sprachen[1]

### Lolo-Birmanisch
- Julian Wheatley: Burmese. In: Thurgood – Lapolla 2003.
- James A. Matisoff: Lahu. In: Thurgood – Lapolla 2003.
- David Bradley: Lisu.In: Thurgood – Lapolla 2003.
- Inga-Lill Hansson: Akha.In: Thurgood – Lapolla 2003.
- Rudolf Yanson: A List of Old Burmese Words from 12th Century Inscriptions. In: Beckwith 2002.

### Tibetobirmanisch
- Christopher I. Beckwith (Hrsg.): Medieval Tibeto-Burman Languages. Brill, Leiden – Boston -Köln 2002.
- Paul K. Benedict: Sino-Tibetan. A Conspectus. Cambridge University Press 1972.
- Scott DeLancey: Sino-Tibetan Languages. In: Bernard Comrie (Hrsg.): The World’s Major Languages. Oxford University Press 1990.
- Austin Hale: Research on Tibeto-Burman Languages. Mouton, Berlin – New York – Amsterdam 1982.
- James A. Matisoff: Handbook of Proto-Tibeto-Burman. University of California Press 2003.
- Anju Saxena (Hrsg.): Himalayan Languages. Mouton de Gruyter, Berlin – New York 2004.
- Graham Thurgood und Randy J. LaPolla (Hrsg.): The Sino-Tibetan Languages. Routledge, London 2003.
- George Van Driem: Languages of the Himalayas. Brill, Leiden 2001.